# Sonia Santiago
Sonia Santiago (* 1. November 1966 in Madrid) ist eine deutsch-spanische Tänzerin, Tanzpädagogin und Ballettmeisterin.
Sonia Santiago-Brückner wuchs in Deutschland auf und begann im Alter von fünf Jahren Ballett zu tanzen. Sie begann anschließend ihre Ballettausbildung an der John Cranko-Schule und machte dort ihren Abschluss 1985. Nach Engagements am Saarländischen Staatstheater Saarbrücken und als Halbsolistin beim Niedersächsischen Staatstheater Hannover (Choreographien von Pierre Dobrievitch, Lothar Höfgen, Jochen Ulrich und Tom Schilling), kam sie 1990 zum Stuttgarter Ballett. Dort wurde sie 1994 zur Solistin und 1997 zur Ersten Solistin ernannt.
Zu ihrem Repertoire gehörten Solorollen aus verschiedenen klassischen und modernen Choreographien, von denen auch viele eigens für sie entworfen wurden. Choreographen, die für Sonia Santiago Rollen kreiert haben, sind: David Bintley, Ivan Cavallari, Douglas Lee, Roberto de Oliveira, Marco Santi, Christian Spuck, Stephan Thoss und Renato Zanella.
Sie tanzte in Inszenierungen von Choreographen wie Maurice Béjart, Mauro Bigonzetti, Nacho Duato, William Forsythe, Marcia Haydée, Jiří Kylián, Uwe Scholz, Glen Tetley und Hans van Manen. Die letzten großen Rollen ihres Repertoires waren die Königin der Nacht in der "Zauberflöte" von Maurice Béjart, Königin Isabella in "Edward II." von David Bintley, Tatjana und Katharina in den Balletten „Onegin“ und „Der Widerspenstigen Zähmung“, von John Cranko sowie die Marguerite in John Neumeiers „Kameliendame“. 
Seit 2001 arbeitet Sonia Santiago-Brückner als freiberufliche Ballettmeisterin, Tanzpädagogin und Tänzerin. Sie gibt regelmäßig klassisches Training an verschiedenen Ballettschulen in Stuttgart und Umgebung. Darüber hinaus ist sie in verschiedenen Projekten aktiv, wie zum Beispiel:
- 2006–2009: choreographische Assistentin und Trainerin bei den Tanzprojekten "Move the Music" und „Herr der Ringe“ von Lior Lev für Schüler aus dem Raum Stuttgart.
- 2007/2008: Tänzerin in „Tintenherz“ in der Rolle der „Resa“ im Schauspielhaus der Staatstheater Stuttgart
- 2009: IMPULS-Projekt der Jungen Oper Stuttgart (Orphée et Euridice).
- 2010: Tänzerin in der deutsch-türkischen Oper „Gegen die Wand“ als Alter Ego der „Sibel“, Junge Oper Stuttgart. Die Oper erhielt 2011 den Faust-Preis des deutschen Theaters.
- 2011: künstlerische Leitung des Jugendprojekts „Move it!“ zum 50-jährigen Jubiläum des Stuttgarter Balletts.
- Tanzpädagogin bei vielen weitere Projekten mit Kindern und Jugendlichen in allen Schularten im Raum Stuttgart und darüber hinaus.